# Kołodrum Płowdiw
Kołodrum Płowdiw (bułg. Колодрум Пловдив) – kryty tor kolarski w Płowdiwie, w Bułgarii. Został otwarty 30 sierpnia 2015 roku. Może pomieścić 6062 widzów. Długość toru kolarskiego wynosi 250 m.
Obiekt powstał na terenie dawnego stadionu „Akademik” (wybudowanego w latach 1932–1939), który wyposażony był w betonowy tor kolarski. Budowa krytego toru stała się możliwa dzięki nawiązaniu współpracy lokalnego klubu kolarskiego „Car Symeon” z firmą budowlaną „Rea 96”. Klub za darmo użyczył terenu, na którym przedsiębiorstwo mogło wybudować budynki mieszkalne, w zamian za co zobowiązało się do budowy toru. Symbolicznego wbicia łopaty dokonano podczas wyścigu kolarskiego Dookoła Bułgarii w 2007 roku, właściwe prace rozpoczęły się jednak 30 stycznia 2008 roku. Obiekt miał powstać w ciągu dwóch lat, ale prace nie przebiegały zgodnie z harmonogramem, a ponadto w 2009 roku kryzys finansowy przyczynił się do upadku firmy budowlanej. Tor pozostał więc nieukończony, choć wykonane już było zadaszenie. W celu dokończenia inwestycji klub kolarski zwrócił się o pomoc finansową do samorządu oraz władz państwowych. W 2011 roku rząd zgodził się na udzielenie wsparcia i budowę można było kontynuować. Oficjalne otwarcie welodromu miało miejsce 30 sierpnia 2015 roku (jeszcze przed oficjalną inauguracją rozpoczęły się mistrzostwa świata w taekwondo, które obiekt gościł w dniach 27–30 sierpnia). 
Jest to pierwszy zadaszony tor kolarski w Bułgarii i jeden z najnowocześniejszych tego typu obiektów na Bałkanach. Długość toru kolarskiego wynosi 250 m. Poza kolarstwem torowym obiekt przystosowany jest do rozgrywania na nim wielu innych dyscyplin sportowych, jak również organizowania imprez pozasportowych, np. koncertów. Trybuny położone za torem mogą pomieścić 4572 widzów, dodatkowo wewnątrz toru można rozstawić dodatkowe 1490 miejsc. 
W 2016 roku obiekt był jedną z aren siatkarskich mistrzostw Europy juniorów. W 2019 roku Kołodrum po raz drugi gościł mistrzostwa świata w taekwondo. W 2020 roku odbyły się tutaj mistrzostwa Europy w kolarstwie torowym. W 2021 roku obiekt był jedną z aren kobiecych mistrzostw Europy w siatkówce.